# 全国教育系大学ラグビーフットボール大会
全国教育系大学ラグビーフットボール大会（ぜんこくきょういくけいだいがくラグビーフットボールたいかい）は、かつて1966年度（昭和41年度）から1998年度（平成10年度）まで開催された、教育系大学の王者を決定する大会である。最多優勝は広島大の7回で、鹿児島大・文教大・仙台大の4回が続く。

## 概要
日本ラグビーフットボール協会は、全国教育系大学の学生が卒業後に各地で教員となり、ラグビーを通じて人間形成を具現する人材を育てる目的で、1965年（昭和40年）7月27日から30日まで、長野県の菅平高原にある文部省高原体育研究所に124名の受講生を集めて「第1回 全国教育系大学研修会」を実施した。
翌1966年（昭和41年）第2回では、研修会に加え、日本ラグビーフットボール協会が推薦する4チームによる競技会（トーナメント大会）を行った。以降、同様にして1974年（昭和49年）第10回まで主に菅平高原で行われた。
1975年度（昭和50年度）第11回からは、3つの地域協会（関東・関西・九州）から推薦で選ばれた4チームが、毎年1月6日に、主に名古屋市の瑞穂ラグビー場を会場にして、全国地区対抗大学ラグビーフットボール大会とあわせてトーナメント戦を行った。
1998年度（平成10年度）第34回をもって終了。翌年以降は、全国地区対抗大学ラグビーフットボール大会に併合された。

## 歴代決勝記録
- 出典：「日本ラグビーデジタルミュージアム 全国教育系大学大会史」（日本ラグビーフットボール協会）[3][4]
- 各回とも、原則として4チーム出場によるトーナメント戦。
- 菅平高原では、ホテルやまびこ のグラウンドが使われた[3]。

| 年度     | 回数   | 試合日         | 優勝チーム         | スコア             | 準優勝チーム       | 他の出場チーム           | グラウンド           | 備考  |
| -------- | ------ | -------------- | ------------------ | ------------------ | ------------------ | ------------------------ | -------------------- | ----- |
| 1965年度 | 第1回  | 1965年7月      | （研修会のみ実施） | （研修会のみ実施） | （研修会のみ実施） | （研修会のみ実施）       | 菅平高原             |       |
| 1966年度 | 第2回  | 1966年8月12日  | 鹿児島大           | 31－13             | 愛知教育大         | 岩手大・大阪学芸大       | 菅平高原             |       |
| 1967年度 | 第3回  | 1967年7月25日  | 広島大             | 16－12             | 鹿児島大           | 岩手大・愛知教育大       | 菅平高原             |       |
| 1968年度 | 第4回  | 1968年7月25日  | 鹿児島大           | 12－8              | 広島大             | 不明                     | 菅平高原             |       |
| 1969年度 | 第5回  | 1969年12月27日 | 鹿児島大           | 22－8              | 愛知教育大         | 広島大(3位）・岩手大     | 広島県総合グランド   | [ 5 ] |
| 1970年度 | 第6回  | 1970年7月21日  | 鹿児島大           | 16－5              | 高知大             | 愛知教育大(3位)・秋田大  | 菅平高原             |       |
| 1971年度 | 第7回  | 1971年7月20日  | 広島大             | 38－9              | 宮崎大             | 山梨大・鹿児島大         | 菅平高原             |       |
| 1972年度 | 第8回  | 1972年7月21日  | 福岡大             | 12－6              | 広島大             | 千葉大・愛知教育大       | 菅平高原             |       |
| 1973年度 | 第9回  | 1973年7月21日  | 宮崎大             | 32－12             | 熊本大             | 北海道教育大函館・新潟大 | 菅平高原             |       |
| 1974年度 | 第10回 | 1974年7月20日  | 広島大             | 43－4              | 福岡教育大         | 岩手大                   | 菅平高原             |       |
| 1975年度 | 第11回 | 1976年1月6日   | 愛知教育大         | 29－9              | 秋田大             | 広島大・福岡教育大       | 瑞穂ラグビー場       |       |
| 1976年度 | 第12回 | 1977年1月6日   | 岩手大             | 44－0              | 福岡教育大         | 大阪教育大・愛知教育大   | 瑞穂ラグビー場       |       |
| 1977年度 | 第13回 | 1978年1月6日   | 岩手大             | 50－0              | 東京学芸大         | 広島大・愛知教育大       | 瑞穂ラグビー場       |       |
| 1978年度 | 第14回 | 1979年1月6日   | 宮崎大             | 42－13             | 高知大             | 東京学芸大・愛知教育大   | 瑞穂ラグビー場       |       |
| 1979年度 | 第15回 | 1980年1月6日   | 名古屋大           | 29－10             | 東京学芸大         | 茨城大・熊本大           | 瑞穂ラグビー場       |       |
| 1980年度 | 第16回 | 1981年1月6日   | 熊本大             | 21－10             | 東京学芸大         | 金沢大・名古屋大         | 瑞穂ラグビー場       |       |
| 1981年度 | 第17回 | 1982年1月6日   | 東京学芸大         | 14－12             | 東北大             | 東京学芸大・愛知教育大   | 瑞穂ラグビー場       |       |
| 1982年度 | 第18回 | 1983年1月6日   | 京都教育大         | 32－0              | 名古屋大           | 東京学芸大・文教大       | 瑞穂ラグビー場       |       |
| 1983年度 | 第19回 | 1984年1月6日   | 東京学芸大         | 37－11             | 文教大             | 京都教育大・愛知教育大   | 瑞穂ラグビー場       |       |
| 1984年度 | 第20回 | 1985年1月6日   | 文教大             | 17－6              | 奈良教育大         | 東京学芸大・岐阜大       | 瑞穂ラグビー場       |       |
| 1985年度 | 第21回 | 1986年1月6日   | 文教大             | 38－4              | 名古屋大           | 宮城教育大・高知大       | 瑞穂ラグビー場       |       |
| 1986年度 | 第22回 | 1987年1月6日   | 仙台大             | 15－10             | 文教大             | 名古屋大・宮崎大         | 瑞穂ラグビー場       |       |
| 1987年度 | 第23回 | 1988年1月6日   | 仙台大             | 12－9              | 文教大             | 岐阜大・愛知教育大       | 瑞穂ラグビー場       |       |
| 1988年度 | 第24回 | 1989年1月6日   | 仙台大             | 45－9              | 東京学芸大         | 兵庫教育大・鹿児島大     | 愛知県口論義運動公園 |       |
| 1989年度 | 第25回 | 1990年1月6日   | 仙台大             | 18－17             | 文教大             | 広島大・熊本大           | 愛知県口論義運動公園 |       |
| 1990年度 | 第26回 | 1991年1月6日   | 文教大             | 16－4              | 長崎大             | 岐阜大・愛知教育大       | 瑞穂ラグビー場       |       |
| 1991年度 | 第27回 | 1992年1月6日   | 文教大             | 36－6              | 岩手大             | 京都教育大・佐賀大       | 瑞穂ラグビー場       |       |
| 1992年度 | 第28回 | 1993年1月6日   | 福岡教育大         | 42－5              | 東京学芸大         | 文教大・広島大           | 瑞穂ラグビー場       |       |
| 1993年度 | 第29回 | 1994年1月6日   | 静岡大             | 29－28             | 東京学芸大         | 大分大・鹿児島大         | 瑞穂ラグビー場       |       |
| 1994年度 | 第30回 | 1995年1月6日   | 静岡大             | 14－10             | 日本福祉大         | 文教大・琉球大           | 瑞穂ラグビー場       |       |
| 1995年度 | 第31回 | 1996年1月6日   | 広島大             | 36－5              | 東京学芸大         | 静岡大・長崎大           | 瑞穂ラグビー場       |       |
| 1996年度 | 第32回 | 1997年1月6日   | 広島大             | 12－5              | 静岡大             | 文教大・長崎大           | 瑞穂ラグビー場       |       |
| 1997年度 | 第33回 | 1998年1月6日   | 広島大             | 24－0              | 日本福祉大         | 東京学芸大・宮崎大       | 瑞穂ラグビー場       |       |
| 1998年度 | 第34回 | 1999年1月6日   | 広島大             | 52－0              | 佐賀大             | 日本福祉大・鳴門教育大   | 瑞穂ラグビー場       |       |

### 参照
1. ↑  “機関誌「RUGBY FOOTBALL」第15巻1号（1965年10月号）22頁”.   JRFU. 2024年3月6日閲覧。
2. ↑  “機関誌「RUGBY FOOTBALL」第16巻1号（1966年10月号）6頁”.   JRFU. 2024年3月6日閲覧。
3. 1 2 3 4 5 6  “日本ラグビーフットボール史 全国教育系大学大会史”.   日本ラグビーフットボール協会. 2024年3月6日閲覧。
4. 1 2 3  “日本ラグビーフットボール史 全国教育系大学大会トーナメント表”.   日本ラグビーフットボール協会. 2024年3月6日閲覧。
5. ↑  “機関誌「RUGBY FOOTBALL」第19巻5号（1970年3月号）38頁”.   JRFU. 2024年3月6日閲覧。